# Неклан
Неклан (чеш. Neklan) — шестой из легендарных чешских князей, происходивших из рода легендарного основателя династии Пршемысловичей Пршемысла Пахаря, правивших до первого исторически достоверного князя Борживоя. Имена князей впервые упоминаются в «Чешской хронике» Козьмы Пражского, которая была переведена на все европейские языки и фигурировала во множестве книг XIX века, в том числе и в книге Франтишека Палацкого «История чешского народа в Чехии и Моравии». Согласно Далимиловой хронике, у Неклана были два сына, Гостивит и Деполт.
Одна из теорий о числе князей гласит, что количество князей соответствует изображению на фресках на стенах ротонды в Зноймо в Моравии. Однако Анежка Мерхаутова утверждает, что на фреске изображены не только легендарные князья, но и все представители династии Пржемысловичей, в том числе младших князей Моравии.

## Происхождение имени
Имя «Неклан» происходит от древнеславянского слова klát (кланяться) с частицей ne (не), что описывает его как мирного князя. С точки зрения Завижа Каландры, имя Неклан — старинное название пятницы в славянских языках. Ещё одна теория гласит, что имена семи князей взяты из старого текста, который был неверно переведён.

## Упоминание в хронике Козьмы
Однажды Властислав, князь лучан, главным городом которых был Жатец на реке Огрже, пошёл на Неклана с войной и осадил его замок Левый Градец. Неклан не хотел воевать в стране и пытался заключить мир с Властиславом. Однако его советник и друг, воин Тир, попросил княжеские доспехи. Тир отправился в бой и заставил лучан подумать, что сам является князем Некланом. В битве Тир был убит, но войска Неклана одержали победу и почти полностью уничтожили войско лучан (только один человек, по легенде, спасся благодаря ведьме).

## Семь мифических князей
| Семь князей Чехии после Пржемысла | Семь князей Чехии после Пржемысла |
| --------------------------------- | --------------------------------- |
| Незамысл                          |                                   |
| Мната                             |                                   |
| Войен                             |                                   |
| Внислав                           |                                   |
| Кржесомысл                        |                                   |
| Неклан                            |                                   |
| Гостивит                          |                                   |